# Xoel López
Deluxe és un grup de pop corunyès. Es tracta del projecte en solitari de Xoel López   (la Corunya, 12 d'agost de 1977). Els idiomes que utilitza principalment són l'anglès i el castellà, encara que també té alguna cançó en gallec.

## Història
La història de Deluxe comença en maig del 2001 amb la publicació de l'àlbum titulat Not What You Had Thought baix el segell discogràfic Mushroom Pillow.
El treball, que va tindre una bona acollida per part dels mitjans de comunicació i la crítica musical espanyola en general, presenta moltes influències musicals, des de sons típics dels anys seixanta fins al britpop dels noranta.
El seu primer senzill I'll see you in London va ocupar llocs elevats en les llistes de vendes espanyoles una cosa poc habitual per aquell temps al panorama indie espanyol.
Al llarg de tot un any, Deluxe va fer 120 concerts per tota la geografia espanyola. També va participar en nombrosos festivals com Festimad, FIB, Sonorama, Contempopranea o Espárrago Rock entre d'altres.
En setembre del 2002 Xoel comença a gravar el seu segon àlbum anomenat If Things were to go wrong. A diferència del seu primer disc, en aquest apareixen dos temes en castellà: Bienvenido al final i Qué no, aquest últim tema va ser considerat com una de les 200 millors cançons de pop-rock per l'edició espanyola de la revista Rolling Stone.
En Octubre del 2003 es publica un xicotet àlbum de 7 temes anomenat We create, We destroy amb temes inèdits que va ocupar els llocs 4 i 5 de la llista de vendes de senzills i ep's més venuts en Espanya. A més, en Març del 2004 es torna a editar el seu segon disc en edició especial amb temes extra, alguns, del primer àlbum.
Deluxe segueix de gira fins a setembre del 2004, aleshores Xoel comença a treballar en el següent àlbum a més de ressuscitar el seu projecte paral·lel amb Félix Arias, Lovely Luna.
En Març del 2005 es publica el seu tercer àlbum Los jóvenes mueren antes de tiempo també publicat per Mushroom Pillow íntegrament en castellà.
El mateix Xoel considera el tercer àlbum la seua eixida com un disc pont necessari per a un canvi que es reflectirà al següent disc.
Arran de la seua col·laboració amb el Laboratorio Ñ ix la cançó Colillas en el suelo que passaria a ser el primer single del seu primer disc amb Virgin/EMI anomenat Fin de un Viaje Infinito publicat el 2007.
Durant la gira de presentació es va iniciar l'anomenada Canción del Mes. Això consistia a posar una cançó cada mes en les tendes de distribució musical virtuals com iTunes.
Tots aquests temes després serien publicats el 2008 dins del disc "Reconstrucción" juntament amb un DVD d'un directe en la sala "La Riviera".
A finals del 2008 Xoel decideix acabar el projecte per a viatjar i reflexionar. Només acaba el projecte Deluxe, ja que segueix fent concerts com a Xoel López.

### Discografia
- Not What You Had Thought (Mushroom Pillow - 2001)
- We Create, We Destroy (Mushroom Pillow - 2003)
- If things were to go wrong (Mushroom Pillow - 2004)
- Los jóvenes mueren antes de tiempo (Mushroom Pillow - 2005)
- Fin d'un viaje infinito (Virgin/EMI - 2007)
- Reconstrucción (Virgin/EMI - 2008)

### Senzills
De "Not What You Had Thought"
- I'll see you in London (Mushroom Pillow - 2001)
- Looking through the hole (Mushroom Pillow - 2001)

De "If things were to go wrong"
- Danke Schöen EP (Mushroom Pillow - 2004)
- Qué no (Mushroom Pillow - 2004)

De "Fin d'un viaje infinito"
- Colillas en el suelo (Virgin/EMI - 2007)

### Col·laboracions
- BSO de El juego de la verdad (Mushroom Pillow, 2004)
- Una luz que nunca se apagará Tribut als The Smiths (Amb una versió de There Is a Light That Never Goes Out) (El Diablo discos, 2005)